# Naučná stezka Prameny Morávky
Naučná stezka Prameny Morávky je naučná stezka v Moravskoslezských Beskydech spojující Morávku s pramennou oblastí řeky Morávky nedaleko Bílého Kříže. Její celková délka je cca 14 km a na trase se nachází 9 zastavení. Otevřena byla v roce 2006.

## Vedení trasy
Naučná stezka začíná na parkovišti u rozcestníku Morávka – Lipový a dále vede po silnici III/4774. Prochází Morávkou, za kterou se krátce stáčí do údolí Slavíče, přes Slavíč na druhou stranu a okolo VN Morávka přes Skalku do osady Úspolka, kde se kříží s NS Wolfram - Morávka. Následně pokračuje proti proudu Morávky a osadu Juřičina do osady Bebek. V osadě se napojuje na zeleně značenou turistickou stezku, se kterou míří do hor až na okraj Bílého Kříže, kde řeka Morávka pramení.

## Zastavení
- Základní informace o stezce
- Historie výstavby přehrady a zatopeného území
- Povodí řeky Morávky
- Voda z Morávky - základ výroby piva RADEGAST
- Historie školství na Morávce
- Chráněná krajinná oblast Beskydy
- Historie turistiky na Morávce
- Z historie beskydských lesů
- Pramen a řeka Morávka